# Liste der Kulturdenkmale in Weixdorf
Die Liste der Kulturdenkmale in Weixdorf umfasst sämtliche Kulturdenkmale der Dresdner Gemarkung Weixdorf. Grundlage bildet der Themenstadtplan Dresden, auf dem die bis Januar 2006 vom Landesamt für Denkmalpflege Sachsen erfassten Kulturdenkmale verzeichnet sind.

## Legende
- Bild: Bild des Kulturdenkmals, ggf. zusätzlich mit einem Link zu weiteren Fotos des Kulturdenkmals im Medienarchiv Wikimedia Commons. Wenn man auf das Kamerasymbol klickt, können Fotos zu Kulturdenkmalen aus dieser Liste hochgeladen werden:
- Bezeichnung: Denkmalgeschützte Objekte und ggf. Bauwerksname des Kulturdenkmals
- Lage: Straßenname und Hausnummer oder Flurstücknummer des Kulturdenkmals. Die Grundsortierung der Liste erfolgt nach dieser Adresse. Der Link (Karte) führt zu verschiedenen Kartendiensten mit der Position des Kulturdenkmals. Fehlt dieser Link, wurden die Koordinaten noch nicht eingetragen. Sind diese bekannt, können sie über ein Tool mit einer Kartenansicht einfach nachgetragen werden. In dieser Kartenansicht sind Kulturdenkmale ohne Koordinaten mit einem roten bzw. orangen Marker dargestellt und können durch Verschieben auf die richtige Position in der Karte mit Koordinaten versehen werden. Kulturdenkmale ohne Bild sind an einem blauen bzw. roten Marker erkennbar.
- Datierung: Baubeginn, Fertigstellung, Datum der Erstnennung oder grobe zeitliche Einordnung entsprechend des Eintrags in der sächsischen Denkmaldatenbank
- Beschreibung: Kurzcharakteristik des Kulturdenkmals entsprechend des Eintrags in der sächsischen Denkmaldatenbank, ggf. ergänzt durch die dort nur selten veröffentlichten Erfassungstexte oder zusätzliche Informationen
- ID: Vom Landesamt für Denkmalpflege Sachsen vergebene, das Kulturdenkmal eindeutig identifizierende Objekt-Nummer. Der Link führt zum PDF-Denkmaldokument des Landesamtes für Denkmalpflege Sachsen. Bei ehemaligen Kulturdenkmalen können die Objektnummern unbekannt sein und deshalb fehlen bzw. die Links von aus der Datenbank entfernten Objektnummern ins Leere führen. Ein ggf. vorhandenes Icon  führt zu den Angaben des Kulturdenkmals bei Wikidata.

## Liste der Kulturdenkmale in Weixdorf
| Bild | Bezeichnung | Lage                           | Datierung                      | Beschreibung | ID       |
| ---- | --- | ------------------------------ | ------------------------------ | --- | -------- |
|      | Wohnstallhaus, Scheune und Einfriedungsmauer | Altweixdorf 27 (Karte)         | bez. 1703 (Wohnstallhaus)      | Hauptbau eines der ältesten Fachwerkgebäude im Norden Dresdens, charakteristisch für die Zeit um 1700 die Konstruktion der Leiterbrüstung, dazu Fuß- und Kopfstreben und Verbretterungen, massive Scheune, Bruchsteinmauer entlang der Straße, als Zeugnis der ländlichen Architektur und Dorfstruktur seiner Zeit ortsgeschichtlich und baugeschichtlich von Bedeutung | 09284006 |
|      | Bauernhof mit Wohnhaus (Obergeschoss Fachwerk, verputzt) einschließlich angebautem Stallteil, Scheune (im Winkel dazu) und Einfriedungs- bzw. Hofmauer | Altweixdorf 29 (Karte)         | um 1850 (Wohnstallhaus)        | | 09284007 |
|      | Wohnstallhaus (Obergeschoss Fachwerk, verputzt) mit angebautem Stallteil, Auszüglerhaus (Obergeschoss Fachwerk) und kleinem Nebengebäude               | Altweixdorf 36; 36a (Karte)    | um 1850 (Wohnstallhaus)        | | 09284000 |
|      | Wohnhaus und angebauter Stallteil und Scheune (im Winkel zueinander)                                                                                   | Altweixdorf 38 (Karte)         | um 1870 (Wohnhaus)             | | 09283999 |
|      | Bauernhof mit Wohnstallhaus und Seitengebäude (Obergeschoss Fachwerk, verbrettert) und Scheune                                                         | Altweixdorf 42 (Karte)         | 18. Jh. (Dreiseithof)          | | 09283998 |
|      | Wohnhaus | Altweixdorf 44 (Karte)         | 3. Viertel 19. Jh. (Wohnhaus)  | | 09284005 |
|      | Mietvilla | August-Wagner-Straße 3 (Karte) | um 1900 (Mietvilla)            | markanter, um 1900 entstandener Bau, auffällig die straßenseitige Holzveranda, dokumentiert Verstädterung von Weixdorf, stadtentwicklungsgeschichtlich von Bedeutung | 09283904 |
|      | Wohnhaus, frei stehend, mit Einfriedung | Paul-Wicke-Straße 3 (Karte)    | um 1900 (Wohnhaus)             | | 09283907 |
|      | Wohnhaus, frei stehend, mit Einfriedung | Paul-Wicke-Straße 7 (Karte)    | um 1900 (Wohnhaus)             | | 09283908 |
|      | Wohnhaus, frei stehend, mit Einfriedung | Paul-Wicke-Straße 10 (Karte)   | um 1900 (Wohnhaus)             | | 09283906 |
|      | Bauernhof mit Wohnhaus angebautem Stallgebäude und Scheune (im Winkel dazu) sowie rechtwinkligem Anbau an Scheune                                      | Rähnitzer Mühlweg 4 (Karte)    | Mitte 19. Jh. (Bauernhaus)     | | 09284001 |
|      | Bauernhof mit Wohnhaus (Obergeschoss Fachwerk, bez.), Scheune und Stallgebäude                                                                         | Rähnitzer Mühlweg 6 (Karte)    | bez. 1836 (Bauernhaus)         | | 09284002 |
|      | Wohnstallhaus, Scheune, Auszugshaus und Hofmauer eines Bauernhofes                                                                                     | Rähnitzer Mühlweg 12 (Karte)   | bez. 1803 (Wohnstallhaus)      | Wohnstallhaus Obergeschoss Fachwerk verputzt, Auszugshaus Fachwerk, baugeschichtlich von Bedeutung | 09283910 |
|      | Villa, verwinkelt | Rähnitzer Mühlweg 58 (Karte)   | um 1905 (Villa)                | | 09283905 |
|      | Villa | Schelsstraße 6 (Karte)         | 3. Viertel 19. Jh. (Wohnhaus)  | landhausartiges Wohnhaus | 09283915 |
|      | Wohnhaus, frei stehend, mit Laden und Einfriedung | Schelsstraße 9 (Karte)         | 2. Hälfte 19. Jh. (Wohnhaus)   | | 09283913 |
|      | Bauernhof mit Wohnhaus, angebautem Stallteil, Scheune (im Winkel dazu) und Auszüglerhaus                                                               | Schelsstraße 29; 29a (Karte)   | 2. Hälfte 19. Jh. (Bauernhaus) | | 09283996 |

## Ehemalige Kulturdenkmale
| Bild | Bezeichnung | Lage                   | Datierung | Beschreibung | ID |
| ---- | ----------- | ---------------------- | --------- | ------------ | -- |
|      | Wohnhaus    | Altweixdorf 46 (Karte) |           | Wohnhaus     |    |